# Theux
Theux (en való Teu) és un municipi belga de la província de Lieja a la regió valona. Va formar part del marquesat de Franchimont.
Durant l'antic règim, Theux amb el castell de Franchimont formava un promontori estratègic per a la defensa del principat de Lieja contra els ducats veïns de Limburg i de Brabant. Diverses vegades va ser derrocat. El 1387, el príncep-bisbe Arnold d'Horne va construir-hi una fortalesa tota nova.

## Seccions del municipi
La Reid, Polleur i Theux.

### Viles i llogarets
Becco, Bronromme, Desnié, Fays, Hestroumont, Hodbomont, Jehanster, Jehoster, Jevoumont, Juslenville, Marché, Mont, Oneux, Pouillou-Fourneau, Raborive, Rondehaie, Sassor, Sasserotte, Spixhe, Tancrémont, Vert-Buisson, Winamplanche.

## Galeria d'imatges

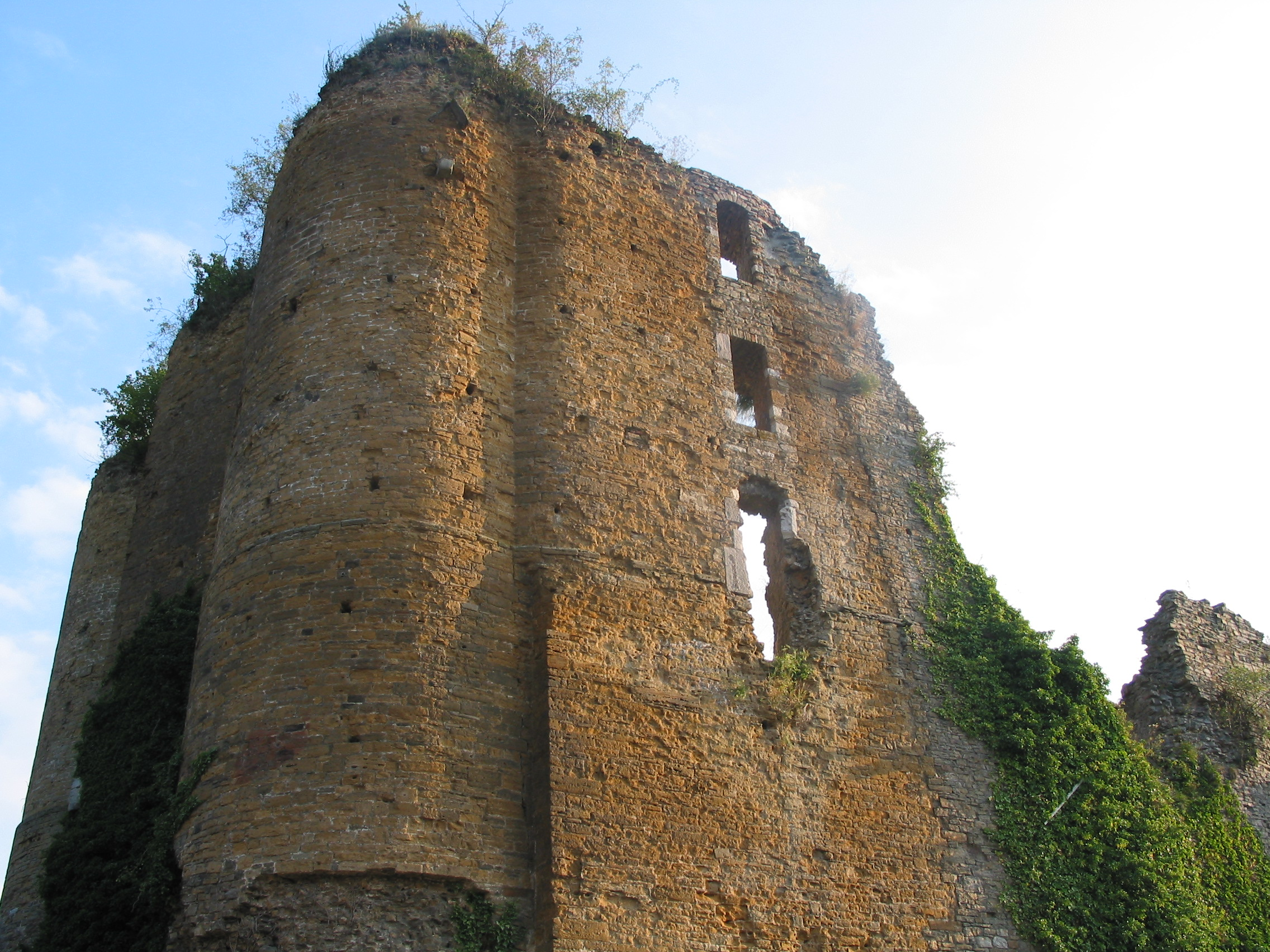
Les ruïnes del castell de Franchimont
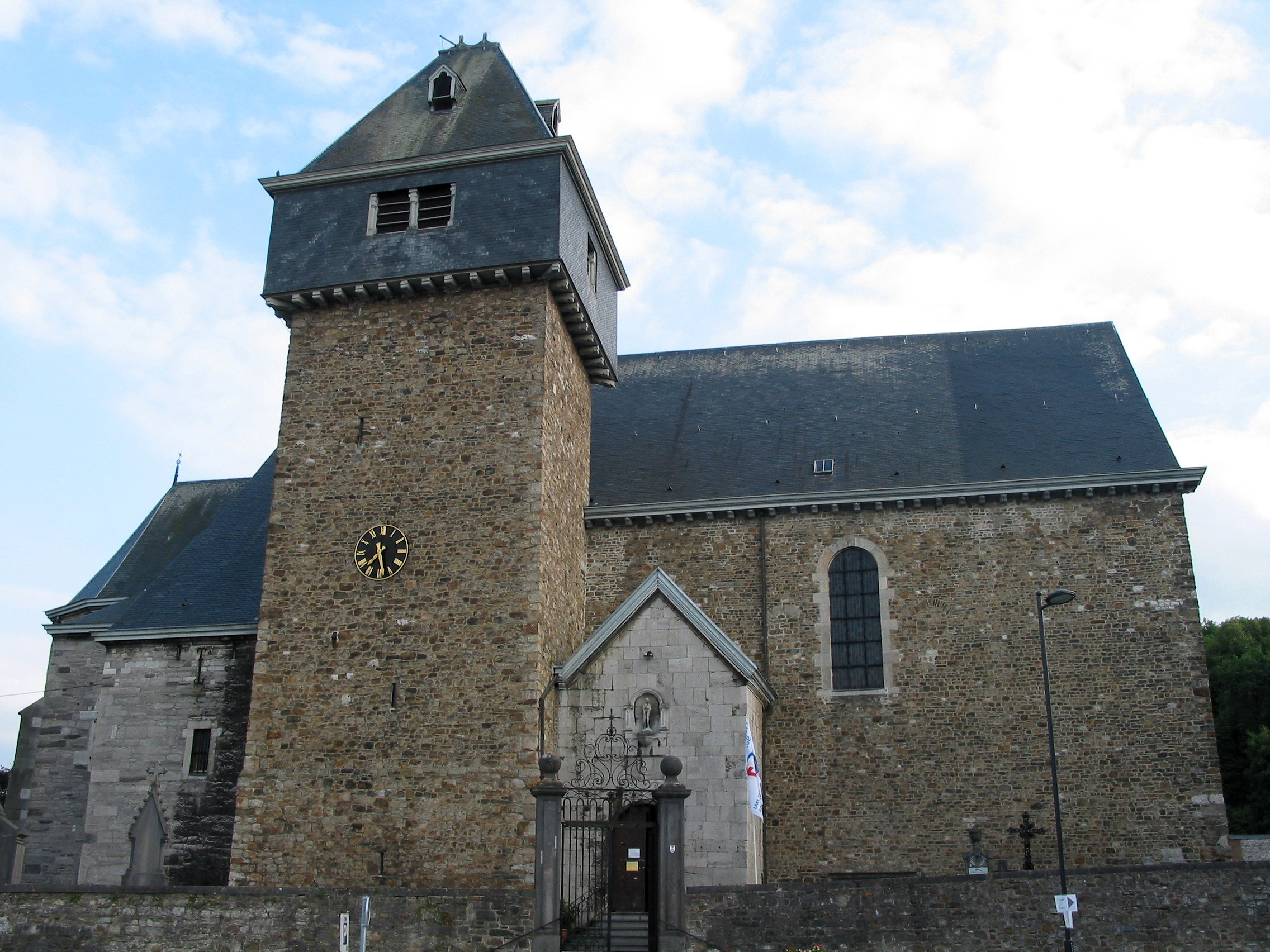
L'església Saints-Hermès-et-Alexandre
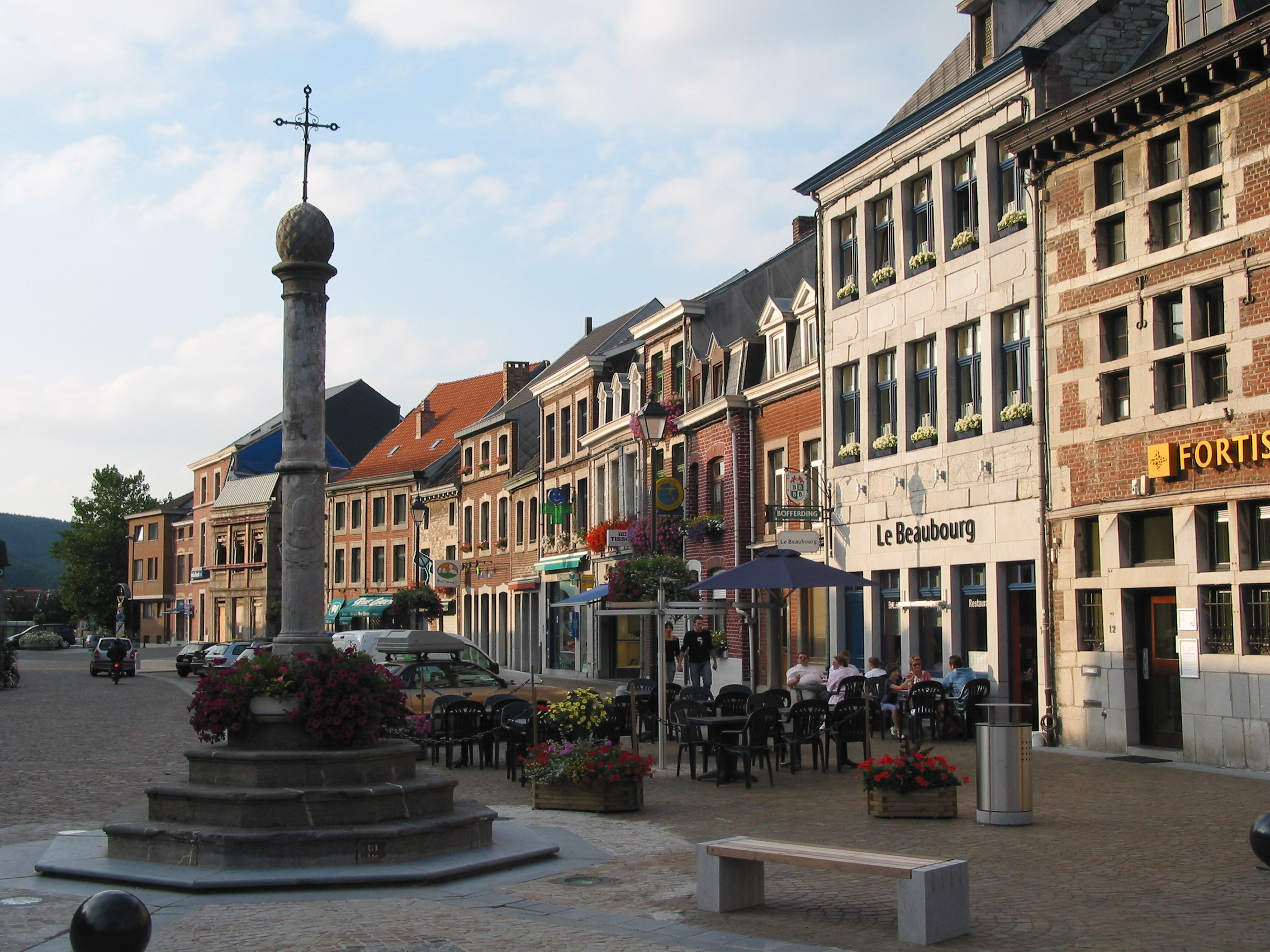
La plaça del Perron
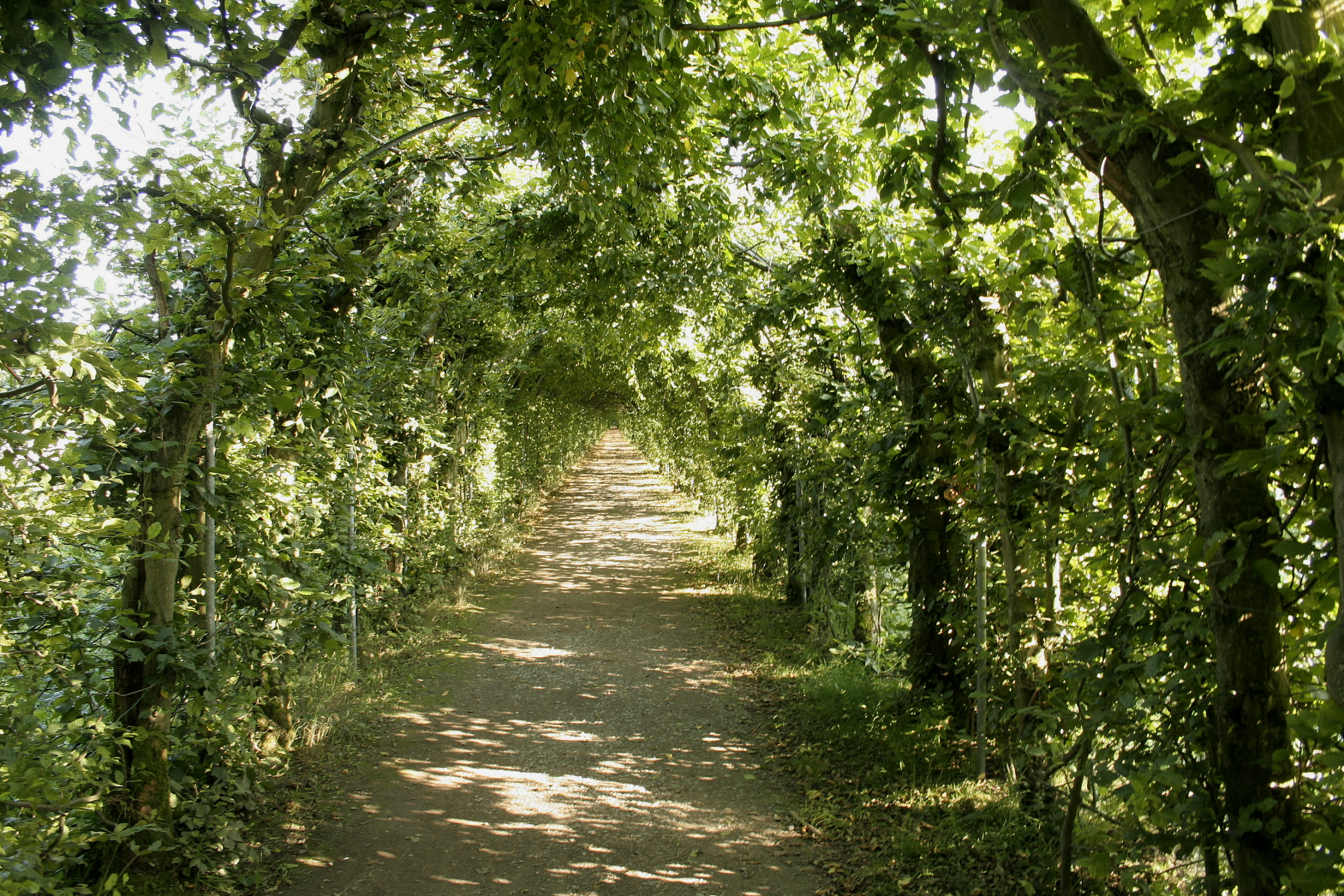
La glorieta d'Haut-Maret a La Reid.
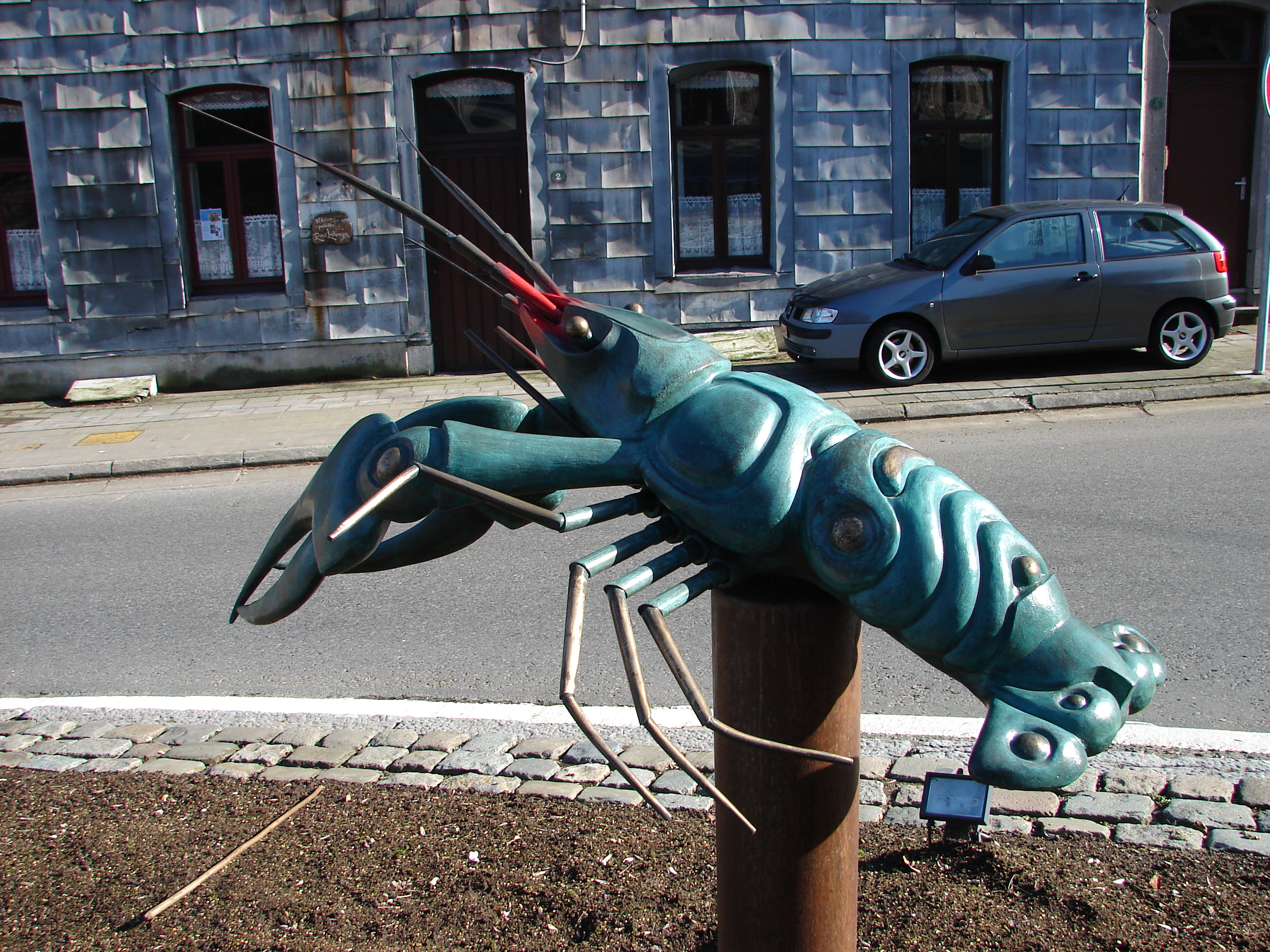
L'estàtua del crac de riu

## Agermanaments
- Terrasson-Lavilledieu